# Quand la lumière décline : roman d'une famille
Quand la lumière décline : roman d'une famille (titre allemand original In Zeiten des abnehmenden Lichts) est un roman partiellement autobiographique d'Eugen Ruge traduit de l'allemand par Pierre Deshusses en 2012 (publication originale par Rowohlt en 2011). Il reflète l'histoire de la République démocratique allemande (RDA) à travers le destin d'une famille. Il s'étend sur quatre générations, depuis les  grands-parents, communistes convaincus, jusqu'au père, désillusionné par son séjour dans les camps de travail soviétiques mais qui croyait malgré tout encore en la possibilité d'un socialisme démocratique, et à son fils, qui a fui vers l'Ouest peu de temps après avant la chute du mur de Berlin, car pour lui liberté individuelle et socialisme sont incompatibles jusqu'à l'arrière-petit-fils, qui ne se souviendra de la RDA que comme d'un étrange souvenir d'enfance.
Le titre qui fait référence au début de l'automne (lorsque les pommes de terre sont récoltées dans l'Oural, dont se souvient la grand-mère russe qui a déménagé en RDA )  signifie symboliquement le déclin de l'éclat de l'utopie communiste, qui a perdu sa crédibilité avec le Stalinisme et l'échec de l'expérience socialiste en RDA.
Le roman a reçu le prix Alfred Döblin en 2009, le prix de littérature Aspects en 2011 et le prix du livre allemand la même année, dont le jury a justifié ainsi son choix : « Eugen Ruge reflète l'histoire de l'Allemagne de l'Est dans un roman familial. Il réussit à apprivoiser les expériences de quatre générations sur cinquante ans dans une composition dramaturgiquement sophistiquée. Son livre raconte l’utopie du socialisme, le prix qu’il exige de l’individu et son extinction progressive. En même temps, son roman se caractérise  par un fort sens de la comédie. Le livre lui-même s'est vendu à plus d'un demi-million d'exemplaires en juin 2013. Il a été numéro un sur la liste des best-sellers du Spiegel pendant quatre semaines en 2011. Une adaptation cinématographique est sortie dans les cinémas allemands le 1er juin 2017.

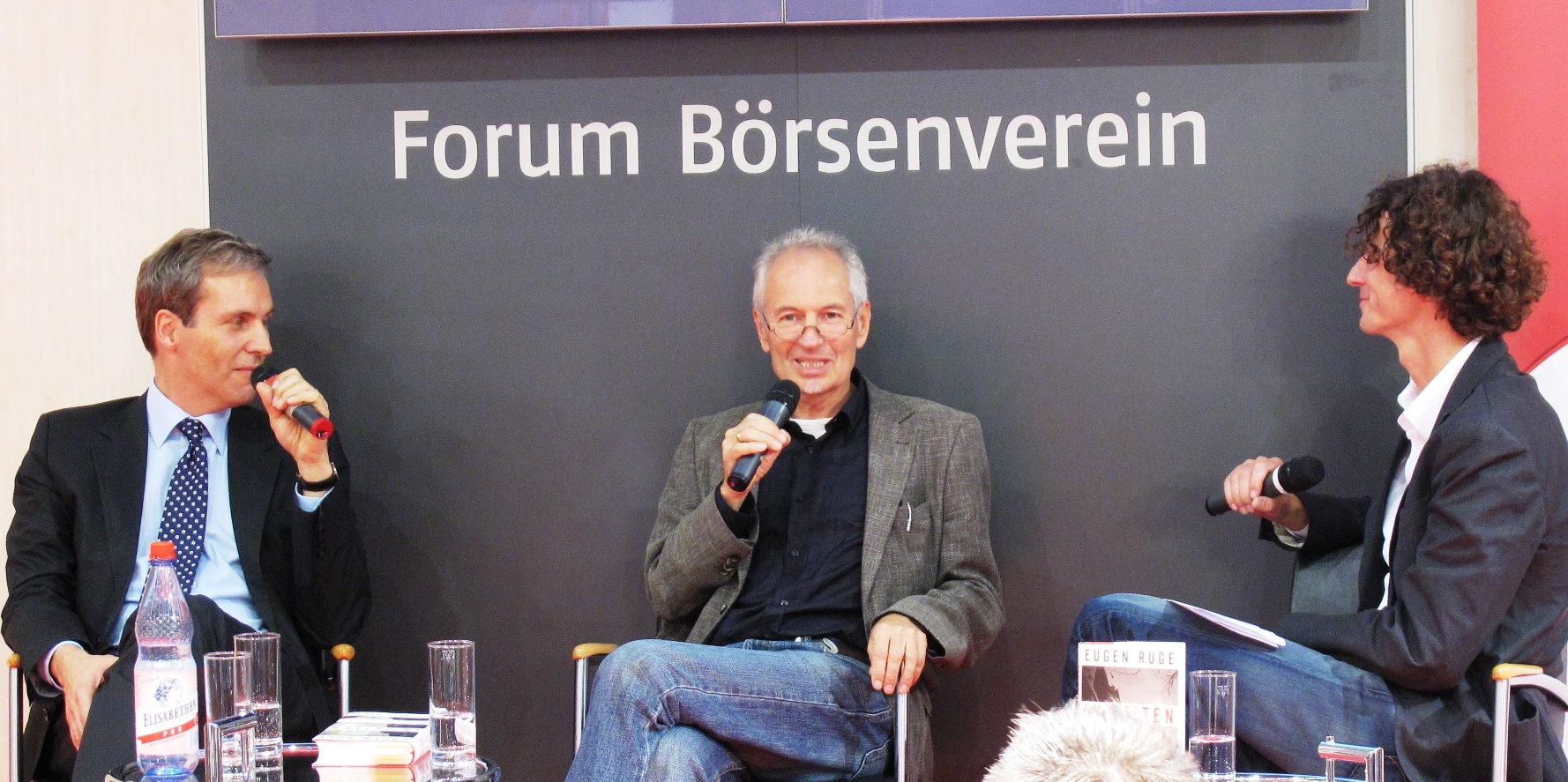
Foire du livre de Francfort 2011 : Alexander Fest, Eugen Ruge, Holger Heimann

## Contenu, classé chronologiquement
Le roman commence et se termine en 2001 avec le cancer et le voyage ultérieur au Mexique d'Alexander Umnitzer, le personnage le plus important. Cependant, vue chronologiquement, l'action commence avec le 2ème chapitre en 1952, peu avant que la grand-mère d'Alexandre, Charlotte, et son deuxième mari Wilhelm ne s'installent en RDA après douze ans d'exil au Mexique. L'époque narrée commence beaucoup plus tôt, dans l'enfance de Nadjeshda Ivanovna, la deuxième grand-mère de Charlotte et d'Alexandre, qui se révèle à travers des retour en arrière, de sorte que le roman couvre narrativement une période d'un siècle entier.
En 1952, Wilhelm et Charlotte se sentaient de plus en plus mal à l'aise au Mexique ; ils avaient tous deux été démis de leurs fonctions dans la rédaction du journal allemand en exil « Demokratische Post » et attendaient depuis longtemps leur document de sortie pour pouvoir commencer une nouvelle vie en RDA. De plus, Charlotte vit dans l'inquiétude constante au sujet de ses fils Kurt et Werner, portés disparus en Union soviétique et pendant longtemps, elle ne parvient pas à savoir où ils se trouvent. Finalement, un ancien ami en exil, devenu secrétaire d'État en RDA, leur procure les papiers qu'ils désiraient et, en plus, des postes de direction au sein de la nouvelle Académie des sciences politiques et juridiques de Neuendorf .
En 1961 (chapitre 6), Charlotte est chef de section à l'académie, tandis que Wilhelm, qui échoue rapidement comme directeur administratif, travaille bénévolement comme secrétaire du parti du district résidentiel. Afin de se distinguer d'une rivale de l'institut, Charlotte écrit pour Neues Deutschland une critique du roman d'exil « Nuit mexicaine » d'un auteur de la RFA, dont la conclusion pésente le livre comme un ouvrage « défaitiste » qui « n'a pas sa place dans l'Institut » ni dans les rayons des librairies de notre république ». Pour cela, elle est vivement critiquée par son fils Kurt, qui l'accuse de se laisser entraîner vers  un retour au stalinisme. Le chapitre reflète l'ambiance politique en RDA peu avant la construction du mur et au moment de la crise des missiles de Cuba.
De retour d'un voyage d'affaires à Moscou en 1966, Kurt, devenu un des éminents historiens de la RDA, est informé par un secrétaire du parti de la « trahison » d'un collègue de son groupe de recherche. Après avoir critiqué, dans une lettre à un historien de la RFA, la politique de front unique du KPD pendant la République de Weimar et le tabou de cette question en RDA , il est critiqué de manière cinglante par les membres du Comité central lors d'une réunion de l'institut et démis de ses fonctions. A cette occasion, Kurt se souvient alors de son arrestation à Moscou en 1941 et de son interrogateur de l'époque, dont la « tête de cochon » (p. 180) ressemblait étrangement à celui du camarade du Comité central qui avait prononcé le discours d'accusation contre Rohde. Sa lettre à Werner, dans laquelle il avait soigneusement remis en question le pacte de non-agression germano-soviétique, avait valu aux frères dix ans dans un camp pour formation d'une organisation conspiratrice et avait ainsi conduit à la mort de Werner. Kurt se console en pensant que ce sera déjà un progrès si les personnes qui osent  critiquer ne sont plus fusillées, mais simplement exclues du Parti.
Le jour de Noël 1976, Alexander arrive chez ses parents avec sa nouvelle petite amie Melitta. La mère Irina prépare son "oie du monastère français", dont elle doit réunir chaque année les ingrédients par le biais d'un troc approfondi. Toute la famille est présente, y compris Wilhelm et Charlotte, ainsi que leur grand-mère russe Nadjeshda Ivanovna, qui a quitté l'Oural pour Neuendorf  quatre semaines auparavant. Mère jalouse, Irina n'arrive vraiment pas à comprendre ce que son bien-aimé Sascha peut bien trouver à sa nouvelle amie. Son malaise atteint son paroxysme lorsqu'elle découvre que Melitta est enceinte. Des références historiques contemporaines explicites peuvent être établies dans ce chapitre avec l'expatriation de l'auteur-compositeur Wolf Biermann et avec le roman de Christa Wolf « Kindheitsmuster ».

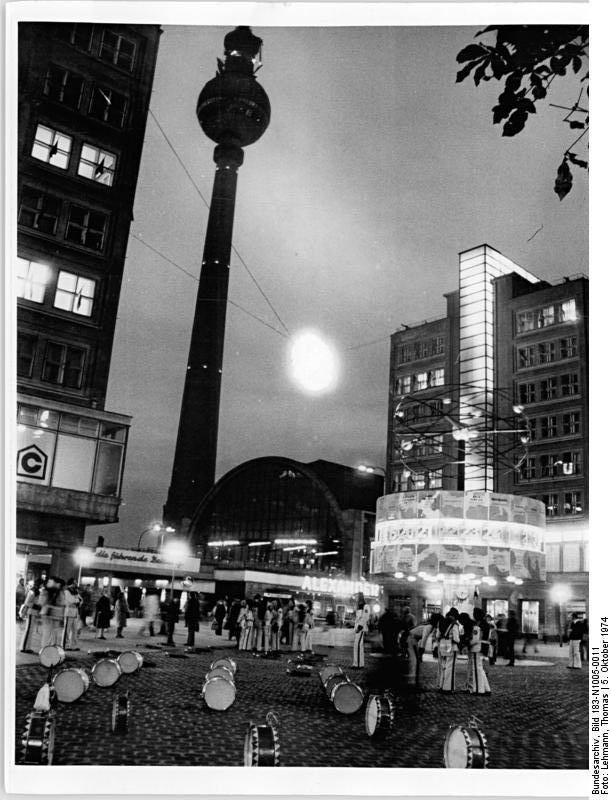
Alexanderplatz de nuit en 1974

En janvier 1979, Kurt rend visite à Alexander, qui s'est installé illégalement dans un appartement vide et complètement délabré à Prenzlauer Berg après avoir quitté Melitta et son petit-fils Markus et arrêté ses études d'histoire. La promenade sur les trottoirs enneigés à travers le quartier délabré à la recherche vaine d'un restaurant ouvert et la conversation constamment interrompue par le bruit de la circulation reflètent à la fois la communication perturbée entre père et fils et l'échec de la construction socialiste, dont se moque la queue des clients devant le restaurant avec des commentaires  tels que : « Quels sont les quatre principaux ennemis du socialisme ? […] le printemps, l'été, l'automne et l'hiver ».
Dans la chronologie des événements relatés, suit le 1er octobre 1989, date du 90e anniversaire de Wilhelm, qui est le thème des chapitres 3, 7, 9, 13, 16 et 19 et représente ainsi l’événement central du roman. Différents aspects sont abordés sous différents angles :  
- La démence avancée de Wilhelm,
- Les honneurs rendus par les responsables du parti (qui se répètent d'année en année à l'identique).
- L'absence d'Alexandre, qui a annoncé par téléphone le matin même  à ses parents qu'il a fui avec sa nouvelle petite ami à Gießen en Allemagne de l'Ouest. Irina (qui a répondu au téléphone) est tellement perturbée qu'elle se retire dans sa chambre pour le reste de la journée et se met à boire jusqu'à l'ivresse.
-L'effondrement de la table gigogne que Wilhelm, en l'absence de Shasha, vient juste de clouer maladroitement. Les années précédentes c'est Shasha qui s'occupait de monter correctement la table.
- L'empoisonnement de Wilhelm par Charlotte, dont personne d'autre n'a connaissance.
En illustrant la fragilité des structures familiales et sociales, ce 90e anniversaire est le pendant privé de la célébration, six jours plus tard, du 40e anniversaire de la RDA, qui a été émaillées de protestations éclipsées par la Perestroïka de Gorbatchev. .
Le récit du jour de Noël 1991 (chapitre 17) reprend sous une forme différente les événements correspondants de 1976 (chapitre 12). Cette fois, bien sûr, Irina peut acheter  au supermarché tous les ingrédients nécessaires pour son "oie de monastère français", et Alexander vient avec sa nouvelle petite amie Catrin, originaire de Moers, au cœur de l'ouest de l'Allemagne unifiée.
Le réveillon se termine par une catastrophe : Irina, qui s'enivre dans la cuisine et  suit les disputes politiques de plus en plus agressives entre Kurt et Alexander, tombe ivre sur le sol à côté de l'oie qui a éclaté et insulte Catrin, qui se précipite pour l'aider, avec les mots « Ne me touche pas, espèce de charogne ». Après quoi Alexandre dit : « Eh bien, c'est tout »  et tire ainsi un trait sur le lien familial. Au même moment, la nouvelle de la dissolution de l’Union Soviétique est annoncée à la radio.
En 1995, Markus, 18 ans, apparaît aux funérailles d'Irina, mais ne parle ni à son grand-père Kurt ni à son père Alexander, qui passent devant lui sans le reconnaître. Melitta est désormais mariée à un pasteur qui organisait des prières pour la paix avant la chute du communisme et qui siège désormais au Bundestag. Entre consommation de drogue, sorties nocturnes dans les discothèques, tentatives infructueuses pour rencontrer une petite amie et frictions constantes avec ses parents, Markus mène la vie d'un adolescent occidental, ce qui ne lui procure aucune satisfaction malgré la liberté nettement plus grande qu'à l'époque de la RDA.
En 2001 (chapitre 1), Alexander, à qui on a diagnostiqué une tumeur incurable, se rend chez Kurt gravement dément après un séjour à l'hôpital, lui donne à manger et le nettoie, puis ouvre un compartiment secret pour trouver certaines notes et lettres personnelles. Réalisant quelques photos et détruisant le reste, il prend 27 000 DM dans le coffre-fort mural et annonce à son père, qui ne s'en aperçoit pas, qu'il part pour un voyage plus long.
Le voyage d'Alexandre au Mexique fait l'objet des chapitres 5, 11, 15 et 20. Au Mexique, Alexandre part à la recherche des origines de son histoire familiale. Il est animé par le désir de supprimer sa maladie ; il veut « rompre avec ce monde malade et écœurant ». Mais comme toute sa vie, le Mexique lui apparaît aussi comme une imposture. Ce n'est qu'à la toute fin, dans une petite ville du Pacifique, où il se retrouve bloqué en essayant d'échapper au bruit, à la chaleur et à l'air vicié, qu'Alexandre trouve la paix. Dans une maison d'hôtes pour vieux hippies allemands, il étudie les documents personnels de Kurt, écrit des lettres à sa dernière petite amie et aborde des sujets fondamentaux comme l'amour, la maladie et la mort. Le fait que les dernières pages soient écrites au futur peut indiquer soit une fin imminente pour Alexandre soit un avenir ouvert.

## Caractères

### Wilhelm Powileit
Wilhelm Powileit (1899-1989) est le deuxième mari de Charlotte et le beau-père de Kurt et Werner. Avant que Charlotte et Wilhelm ne s'exilent au Mexique en 1940, Wilhelm travaillait pour les services secrets du Komintern à Hambourg en tant que codirecteur d'une société écran qui faisait passer clandestinement des personnes et du matériel. Il a pu s'échapper avec sa femme à temps avant que ces activités ne soient découvertes. Il se sentait mal à l'aise au Mexique, en partie parce qu'il ne pouvait travailler que comme garde du corps chez un diamantaire et, quelques années plus tard, il retrouva un emploi politique en tant que directeur général du petit journal en exil « Democratische Post ». En 1952, Charlotte et Wilhelm furent autorisés à retourner en RDA, où ils bâtirent une nouvelle existence. En RDA, Wilhelm se voit temporairement confier le poste de directeur administratif de la nouvelle Académie des sciences politiques et juridiques.
Wilhelm se considère comme un membre idéal du parti et place le parti au-dessus de sa propre famille, qu'il méprise comme une « famille défaitiste ». En raison de son admiration persistante pour Staline et de son engagement obstiné en faveur de la répression contre les dissidents, il peut être considéré comme l’incarnation du stalinisme. Wilhelm méprise les réformateurs Gorbatchev et Khrouchtchev, qu'il résume sous l'abréviation « Tschow ». Un événement central dans l'intrigue du roman est le 90e anniversaire de Wilhelm le 1er octobre 1989. Désormais incapable d'exprimer ses pensées en phrases complètes en raison d'une démence croissante, il se croit toujours omniscient et méprise ceux qui l'entourent. Wilhelm n'est pas intéressé par des relations personnelles plus profondes, c'est pourquoi il se comporte avec dédain envers sa femme et les autres personnes qui l'entourent. Wilhelm se décrit comme « le meilleur pour le parti et la cause » et il règle les différends avec son épouse en soulignant ses soixante-dix ans d'appartenance au parti. Son attitude paranoïaque envers Charlotte, dont il suppose qu'elle tente de l'empoisonner, s'avère finalement être une prophétie auto-réalisatrice. Il éprouve une aversion croissante non seulement envers elle, mais aussi envers son beau-fils Kurt, qu'il considère comme une mauviette en raison de ses opinions relativement libérales. Selon lui, Kurt peut s'estimer heureux d'avoir été interné dans les camps de travail de Staline au lieu de devoir combattre au front, une expérience que Wilhelm lui-même n'a jamais vécue.
Bien qu'à chaque anniversaire Wilhelm soit honoré et couvert de médailles par les représentants du parti et des organes de l'État, il reste isolé et malheureux en raison de son entêtement, de la surestimation de lui-même et de son manque d'intérêt pour les autres.

### Charlotte Powileit
Charlotte est l'épouse de Wilhelm et la mère de Kurt et Werner. Née vers 1903, elle a souvent été humiliée, emprisonnée et maltraitée par sa mère lorsqu'elle était enfant. Il n’était pas rare qu’elle reçoive « la main rude de sa mère, qui la frappait de toute sa force ». D’un autre côté, sa mère favorisait grandement son frère et épargnait "de manière barbare" pour financer ses études d’art. Après que Charlotte ait rencontré Wilhelm et se soit séparée de son premier mari, un professeur principal qui la trompait avec ses élèves, elle a rejoint le Parti communiste, où elle a connu pour la première fois le respect et la reconnaissance. Après son retour de douze années d'exil au Mexique en 1952, Charlotte devient directrice de l'institut de la nouvelle Académie des sciences politiques et juridiques à Neuendorf, près de Potsdam. Charlotte a accumulé beaucoup d'expérience et de connaissances dans sa vie, mais ne trouve pas la reconnaissance qu'elle désire de la part de Wilhelm et de ses camarades du parti. Même si elle se sent toujours supérieure à la nature égocentrique et bien-pensante de Wilhelm, elle joue un rôle subordonné dans leur relation. Elle évite les disputes et garde pour elle sa colère et plus tard sa haine envers Wilhelm. Cependant, sa famille la considère comme une personne pleine de reproche aimant le conflit.
En raison de la démence croissante de Wilhelm, Charlotte rassemble des « faits solides » afin d'expulser son mari qu'elle déteste vers un foyer afin qu'elle puisse avoir la paix et puisse conduire les travaux de rénovation de sa maison et enfin mener sa propre vie. Le soir de son 90ème  anniversaire, elle l'empoisonne avec une overdose de gouttes d'aminophylline, qu'elle emporte toujours avec elle en raison de son essoufflement. Cependant, peu de temps après la mort de Wilhelm, Charlotte elle-même est emmenée dans une maison où elle meurt seule quelques années plus tard.

### Kurt Umnitzer
Kurt Umnitzer (né en 1921) est le fils aîné de Charlotte et de son premier mari, le professeur principal Umnitzer. Après avoir exprimé son scepticisme quant au traité d'amitié entre Staline et Hitler dans une lettre personnelle adressée à son frère Werner en exil en Union soviétique en 1941, les deux hommes ont été condamnés à dix ans de camp pour avoir formé une organisation conspiratrice. Alors que Werner n'a pas survécu à sa peine de prison, Kurt, après avoir purgé sa peine, a été envoyé en exil à vie à Slava, une petite ville désolée derrière l'Oural. Là, il rencontre sa future épouse Irina, avec qui il peut retourner dans sa RDA natale après le changement de pouvoir en Union soviétique. Cependant, Irina est malheureuse dans ce mariage car Kurt la trompe souvent et la néglige de plus en plus, bien qu'il montre également sa tendresse et sa patience face à ses sautes d'humeur. Kurt néglige également leur fils Alexander, car il consacre beaucoup de temps à la rédaction d'ouvrages scientifiques, ce qui fait de lui l'un des historiens les plus importants de la RDA. Néanmoins, il est déchiré intérieurement car il s'inquiète de l'évolution de son fils et veut l'aider à trouver sa voie personnelle au sein de l'ordre social socialiste. Kurt éprouve de la culpabilité envers son frère assassiné, mais aussi de l'envie, puisque Werner, « son grand petit frère, le plus fort, est toujours le plus beau des deux ».

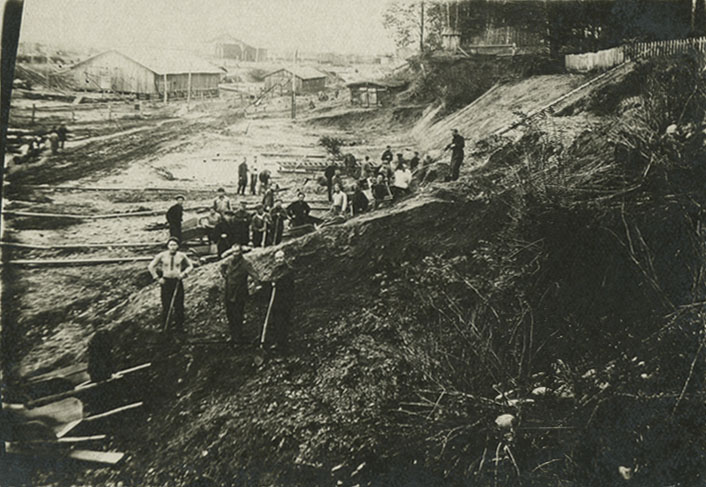
Travail forcé dans un goulag soviétique

L'expérience de Kurt est fortement influencée par les longues années d'emprisonnement dans le camp. Les souvenirs vifs sont souvent déclenchés par des stimuli externes, tels que certains sons ou odeurs. L'intensité avec laquelle ces souvenirs affectent ses perceptions et ses actions quotidiennes sont l'indice d'un traumatisme permanent. Lorsque Kurt fait une longue marche pour rentrer chez lui à travers la forêt et entend un gémissement rauque, il se comporte instinctivement comme s'il était dans la taïga et menacé par des animaux sauvages. Lorsqu'il remarque alors qu'un couple amoureux dans une voiture Traban garée est à l'origine du bruit, la méfiance de Kurt à l'égard de sa femme apparaît au premier plan : il soupçonne d'abord que c'est Irina qui le trompe à ce moment-là.

### Irina Umnitzer
Irina (1927-1995), originaire de Russie, a servi comme médecin dans l'Armée rouge pendant la guerre et a ensuite épousé Kurt Umnitzer, qui y a été exilé, dans sa ville natale de Slawa. Leur fils Alexander est né en 1954 et en 1956, la jeune famille a déménagé en RDA et a d'abord vécu à l'étage supérieur de la villa de Wilhelm et Charlotte à Neuendorf. Irina a été humiliée par Charlotte au cours des premières années et utilisée comme aide-ménagère, ce qui a continué à mettre à rude épreuve sa relation avec sa belle-mère, même après qu'ils ont emménagé depuis longtemps dans leur propre maison. Ce n'est pas pour rien qu'Irina est très jalouse de Kurt, car il le trompe souvent. Irina est également jalouse de tous les amies de son fils Alexander (Sascha), qu'elle aime beaucoup. Elle n'en accepte aucune dans la famille et aime les dénigrer dans ses pensées : « Des genoux disgracieux, pas de taille, pas de fesses. Et un menton, pour être honnête, comme celui d'un ouvrier du bâtiment … » (p. 62). Lorsqu'Alexandre s'enfuit vers l'Ouest, elle accuse son anie. Elle souffre beaucoup de l'absence d'Alexandre et ne va donc pas à la fête d'anniversaire de Wilhelm, mais se saoule à la maison. C'est le début d'une longue dépendance à l'alcool, dont Irina meurt finalement en 1995.

### Alexandre Umnitzer
Alexander (Sascha) est né à Slawa en 1954, fils de Kurt et Irina. En 1956, il s'installe avec ses parents en RDA et, en 1959, il voyage à nouveau avec Irina pour rendre visite à sa grand-mère russe. Alexandre grandit protégé au sein de la famille et reçoit beaucoup d'inspiration : sa mère lui enseigne la langue et la culture russes et sa grand-mère Charlotte lui fait découvrir les secrets du monde des dieux aztèques. D'un autre côté, il a souffert du climat répressif qui régnait dans la société de la RDA lorsqu'il était jeune, par exemple lorsqu'il a paniqué à l'idée que sa mère soit arrêtée à cause d'une marque de lait oubliée. Alors qu'Irina est très protectrice envers lui, il est négligé par son père Kurt, qui passe la plupart de son temps à écrire des livres, ce qu'il déteste toujours en tant qu'adulte. Cependant, l'amour maternel exagéré d'Irina, qui compense sa propre négligence de la part de Kurt, l'amène plus tard à considérer tous les amis d'Alexandre comme des rivaux ennuyeux, ce qui fait que sa relation avec son fils se détériore de plus en plus jusqu'à ce qu'elle finisse par succomber complètement. à l'alcool, il se détache complètement d'elle. En 1979, Alexander quitte sa jeune épouse Melitta et leur fils Markus, âgé de deux ans, interrompt ses études d'histoire et se retire dans un appartement vide dans le vieux quartier délabré de Prenzlauer Berg afin de se retrouver. Il explique cela à son père en disant qu'il ne veut pas mentir toute sa vie, mais qu'il n'est pas prêt à avoir une conversation plus approfondie car il méprise l'attitude de son père envers le système. C'est à cette époque qu'Alexandre a  ses premières expériences mystiques et étudie la Bible.
Le 1er octobre 1989, lui et sa petite amie Catrin quittent la RDA, au grand désespoir d'Irina, et deviennent deux ans plus tard dramaturges au théâtre de Moers. En 2001, on lui  diagnostique un cancer apparemment incurable, un lymphome non hodgkinien Afin d'échapper à la lutte contre la maladie et la mort, Alexander part en voyage au Mexique après avoir laissé son père gravement dément sans défense dans la maison et pris ses économies. Là, il aimerait visiter les endroits dont il rêvait lorsqu'il était enfant. Mais face au bruit, au rythme effréné, à la misère et au sentiment d'étrangeté totale au Mexique, il ne trouve ni distraction ni expérience mystique. Ce n'est qu'à la toute fin qu'il trouve la paix intérieure dans une petite ville du Pacifique, ce qui lui permet de réfléchir à sa vie, à sa relation avec ses parents et ses femmes, à sa maladie et à sa mort.

### Markus Umnitzer
Markus (né en 1977) est le fils d'Alexandre et de son épouse de courte durée Melitta. Lorsque ses parents se sont séparés deux ans seulement après sa naissance, il est resté avec sa mère. Bien qu'il rende régulièrement visite à son père, il lui reproche la séparation : « "Le salaud" répétait Markus ». À l'occasion du 90e anniversaire de Wilhelm, il est déçu et en colère que son père ne soit pas parmi les invités.
En 1995, Markus a dix-huit ans et suit une formation d'électronicien de communication à Cottbus, que lui a dispensée son beau-père Klaus. Markus s'adapte rapidement à la culture de la jeunesse ouest-allemande, va souvent dans des clubs et des bars et fait la fête toute la nuit. La drogue joue aussi un rôle dans sa vie. Markus n'est pas satisfait de sa formation et le démontre souvent à son beau-père : « C'est de la merde de toute façon [...] Au début, Telekom avait promis que tout le monde serait embauché, et maintenant tout d'un coup, c'est un seul ! (p. 379).
Lors des funérailles d'Irina, Markus retrouve son père et son grand-père, mais il se rend compte qu'il n'a plus aucun lien avec eux et ne peut qu'éprouver de la tristesse pour la défunte Irina. Cette scène démontre la désintégration de toute la famille.

## Sources
- (de) Cet article est partiellement ou en totalité issu de l’article de Wikipédia en allemand intitulé « In Zeiten des abnehmenden Lichts » (voir la liste des auteurs).

1. ↑  Alle Seitenangaben zum Roman beziehen sich auf die Ausgabe: Eugen Ruge: In Zeiten des abnehmenden Lichts. Rowohlt, Reinbek bei Hamburg 2011.
2. ↑  « Eugen Ruge erhält den Deutschen Buchpreis 2011 für seinen Roman „In Zeiten des abnehmenden Lichts“ » [archive du 30 octobre 2012], deutscher-buchpreis.de, 10 octobre 2011 (consulté le 23 juillet 2012)
3. 1 2  Gemeint ist Babelsberg, das aus den Dörfern Neuendorf und Nowawes hervorgegangen ist.